# Tempête sur la ligne
Pour les articles homonymes, voir Looking for Trouble.
Pour plus de détails, voir Fiche technique et Distribution.
Tempête sur la ligne (titre original : Looking for Trouble) est un film policier américain de la période Pré-Code réalisé par William A. Wellman, avec Spencer Tracy, Jack Oakieet Constance Cummings, sorti en 1934.
Après avoir été rejeté par une femme, un homme quitte son emploi sûr et rejoint un gang qui vole les banques. Le film montre des images réelles du tremblement de terre.

## Synopsis
Un réparateur de ligne téléphonique nommé Joe Graham (Spencer Tracy) vit à Los Angeles. Un soir, il a offert une promotion, mais refuse de dire à son patron qu'il est heureux d'être un " dépanneur " qui travaille sur le terrain à résoudre des problèmes pour gagner sa vie.
Plus tard, le collègue et partenaire de Joe, Dan Sutter, ne peut pas travailler de nuit, et Joe doit travailler avec un nouveau réparateur appelé Casey, qui a une aptitude pour les blagues pratiques. Joe et Casey tombent sur des choses étranges pendant leur quart de travail, trouvant un cadavre sur le lieu de leur première affectation.
Une fois le quart de travail terminé, les deux hommes vont boire un verre, et ils trouvent leur collègue Dan très ivre dans un casino. Cette nuit, la police est en route pour faire une descente au casino, mais Casey entend parler de la descente et parvient à avertir ses collègues et le propriétaire du casino, ce qui fait que la descente est un échec total.
Le lendemain, Casey et Joe sont accusés d'avoir informé le propriétaire et d'avoir fait échouer le raid. Dans une tentative de se disculper, Joe raconte à son patron la raison de leur participation aux événements et de la visite de Dan au casino. Le résultat est que Dan est renvoyé de son poste sans préavis.
Joe a travaillé avec l'une des standardistes de l'entreprise, Ethel Greenwood. Ils se sont séparés après qu'il l'ait soupçonnée de sortir avec son partenaire Dan un soir où Joe faisait des heures supplémentaires. Maintenant il se réconcilie avec elle et ils repartent ensemble. Cependant, peu après leur réunion, Dan raconte à Ethel comment il a été renvoyé du travail, et Ethel en veut à Joe de l'avoir causé. Ils se séparent à nouveau.
Joe et Ethel ne se voient plus pendant un moment, mais il apprend qu'elle a quitté son emploi et a commencé à travailler pour une autre entreprise avec Dan. Il s'avère que le bureau où ils travaillent est une couverture pour une opération de racket, dirigée par deux hommes du nom de George et Max. Leur idée d'entreprise illégale consiste à se brancher sur les lignes téléphoniques d'une société d'investissement voisine pour obtenir des conseils secrets sur les actions.
Joe n'est pas au courant de cette opération sournoise, jusqu'au jour où lui et Casey sont envoyés pour enquêter sur les lignes téléphoniques de la société d'investissement. Ils se sont plaints du mauvais fonctionnement des lignes, et quand Joe voit le robinet, il révèle l'opération de racket. Joe attrape Dan la main dans le sac, alors qu'il essaie d'entrer dans les coffres de la société d'investissement et d'en voler le contenu.
La police est informée et le vol en cours est arrêté, mais Dan parvient à s'échapper de la scène du crime. Joe donne des tuyaux à la police à propos de Dan et ils vont à son appartement. Quand ils arrivent, Ethel est là pour rencontrer Dan pour leur voyage au Mexique avec la prime du vol. Ethel trouve Dan tué par balle dans l'appartement et sort en courant dans la rue dans un état d'hystérie totale. Quand la police l'attrape, elle a un chèque des patrons de Dan dans sa main, et il y a les empreintes de Dan partout dessus. Ethel est arrêtée pour avoir tué Dan et être complice de l'opération de racket.
Joe doute de l'implication d'Ethel dans le commerce illégal, et il ne croit pas qu'elle ait tué Dan. Il décide de trouver l'autre petite amie et complice de Dan, Pearl Latour. Joe cherche partout à Long Beach pour la trouver, et il finit par la trouver. Pearl avoue à Joe qu'elle a effectivement tué Dan, et que la raison en était qu'il essayait de la piéger et de prendre l'argent qui lui appartenait. Pendant que Joe et Pearl parlent encore, un tremblement de terre secoue toute la zone, et la maison où ils se trouvent s'effondre. Pearl n'échappe pas à la maison à temps et est enterrée sous les masses, mais elle est toujours vivante. Pour obtenir l'histoire de Pearl sur la façon dont elle a tué Dan, Joe et Casey parviennent à utiliser une ligne téléphonique d'urgence pour la contacter sous les débris. Les derniers aveux de Pearl sont ensuite entendus par la police, et Ethel est libérée.
Cependant, avant que Joe puisse accueillir Pearl, un énorme tremblement de terre frappe Long Beach, et Pearl est enterrée dans les débris. Joe et Casey installent une ligne téléphonique d'urgence et le capitaine de police Flynn enregistre les derniers aveux de Pearl. Ethel est innocentée de tout soupçon et libérée de prison. A sa libération, Ethel et Joe sont tous deux invités au mariage de Casey et de sa fiancée Maizie à la mairie, où Ethel persuade Joe d'obtenir sa propre licence de mariage.

## Fiche technique
- Titre : Looking fort Trouble
- Réalisation : William A. Wellman
- Scénario : Leonard Praskins, Elmer Harris, d'après une nouvelle de J. Robert Bren
- Photographie : James Van Trees
- Musique : Alfred Newman
- Direction artistique : Richard Day, Joseph C. Wright
- Costumes : Gwen Wakeling
- Production : Darryl F. Zanuck, Raymond Griffith, William Goetz pour la 20th Century Pictures
- Distribution : United Artists
- Durée : 80 minutes
- Date de sortie :
  - États-Unis : 29 mars 1934

## Distribution
- Spencer Tracy : Joe Graham
- Jack Oakie : Casey
- Constance Cummings : Ethel Greenwood
- Morgan Conway : Dan Sutter
- Arline Judge : Maizie Bryan
- Paul Harvey : James Regan
- Judith Wood : Pearl La Tour
- Joe Sawyer : Max Stanley
- Robert Elliott : Capitaine de police Flynn
- Franklyn Ardell : George Martin
- Paul Porcasi  : gérant du cabaret
- Charles Lane : standardiste
- Robert Homans : Policier